# Scott Weiland
Scott Weiland est un chanteur américain né le 27 octobre 1967 à San José, en Californie, et mort le 3 décembre 2015 à Bloomington, dans le Minnesota. Il est l'ancien chanteur des groupes de rock Stone Temple Pilots et Velvet Revolver. Il a aussi sorti quelques albums en solo, dont le dernier en date, Blaster, le 31 mars 2015.

## Biographie
C'est en 1990, à la suite de sa rencontre avec le bassiste Robert DeLeo, frère du guitariste Dean DeLeo, qu'il commence sa carrière musicale, en fondant avec eux le groupe Stone Temple Pilots, dont Scott est le chanteur. Ils sont accompagnés aussi par le batteur Eric Kretz. Rapidement, avec les grosses ventes de leur premier album Core, sorti en 1992, STP devient le groupe grunge le plus populaire ne venant pas de la région de Seattle, dont ce genre musical est originaire.
Après le split du groupe qui achève une décennie riche en créativité musicale, il rejoint le supergroupe Velvet Revolver (Slash, Duff McKagan) à l'automne 2003 avec qui il enregistre le premier disque de la formation, Contraband. Le deuxième album du groupe, Libertad sort le 3 juillet 2007. De 2006 à 2008, il participe en parallèle avec d'autres célébrités à un « groupe de reprises » basé à Los Angeles : Camp Freddy. Le 2 avril 2008, Scott quitte ces deux groupes, fâché avec Matt Sorum.
Il revient alors chez les Stone Temple Pilots, qui sortent en 2008 l’album Buy This et prévoient dès octobre 2009 une tournée américaine. Un nouvel album, intitulé sobrement Stone Temple Pilots, sort en mai 2010. Cependant, Scott est en congédié le 27 février 2013 en raison de sa consommation trop fréquente de substances illicites et son manque de ponctualité. On apprend par la suite qu'il est remplacé par Chester Bennington de Linkin Park,,.
Scott Weiland est autant connu pour ses talents de chanteur et de compositeur, que pour ses démêlés avec la justice à cause d'affaires de drogues et de violence conjugale. Il a également révélé qu'il souffrait de troubles bipolaires.
Il meurt à l'âge de 48 ans pendant son sommeil, le 3 décembre 2015, alors qu'il est en tournée à Bloomington, dans le Minnesota, avec son groupe The Wildabouts. Le Bureau du médecin légiste du comté de Hennepin (Minnesota) annonce le 18 décembre que la mort est consécutive à une surdose accidentelle de cocaïne, de MDA et d'alcool. Le rapport d'autopsie révèle que Scott Weiland souffrait de polytoxicomanie, d'asthme et d'athérosclérose.

## Discographie en solo

### Studio
- 12 Bar Blues (1998)
- "Happy" in Galoshes (2008)
- The Most Wonderful Time of the Year (2011)
- Blaster ("Scott Weiland & The Wildabouts") (2015)

### Live
- Live in Los Angeles (2010)

### Compilation
- A Compilation of Scott Weiland Cover Songs (2011)

### Avec Art of Anarchy
- Art of Anarchy (2015).